# 柳家風柳
柳家 風柳（やなぎや ふうりゅう、1974年7月7日 - ）は落語協会所属の落語家。本名∶大谷 亮。出囃子は『千金丹』。紋は『剣片喰』。主に上方落語、新作落語を演じる。

## 来歴
1974年7月7日、大阪府枚方市に生まれる。1998年、近畿大学商経学部を卒業。
2007年2月十代目鈴々舎馬風に入門、8月に前座となる。前座名は師匠馬風の妻が考案し「やえ馬」。2011年11月、二ツ目に昇進「八ゑ馬」と改名。
2022年3月下席に三遊亭律歌、蝶花楼桃花、林家はな平と共に真打に昇進、師匠馬風の妻命名の「柳家風柳」に改名。

## 芸歴
- 2007年
  - 2月 - 十代目鈴々舎馬風に入門。
  - 8月 - 前座となる、前座名「やえ馬」。
- 2011年11月 - 二ツ目昇進、「八ゑ馬」と改名。
- 2022年3月 - 真打昇進、「柳家風柳」と改名[2]。

## 受賞歴
- 2023年3月 令和4年度花形演芸大賞 銀賞[6]

## 出囃子
1. ラッパ（2011年 - 2022年）
2. 千金丹（2022年 - ）

## 出演番組
- 『笑点』
- 『ダウンタウンのガキの使いやあらへんで！！』
- 『業界トップニュース』
- 『BS笑点』
- 『BSふれあいステージ』
- 『らくらくゴーゴー！』
- 『ミッドナイト寄席』
- 『ラジオ寄席』